# Мондростки (герб)
Мондростки (пол. Mądrostki, Śmiara, Śmiera, Zmiara) — польский дворянский герб.

## Описание
В красном поле медная ручка от котла, отверстием обращённая вверх, и в неё вставлена стрела с широким наконечником (вроде стропила), перекрещённая эфесом от шпаги; на шлеме три страусовых пера. Ср. герб Новина, Невлин (герб).

## Герб используют
Bąbelski, Berdowski, Borzniewski, Borzniowski, Bukreć, Bydliński, Chobęcki, Dowmuntowicz, Galowski, Golecki, Gołecki, Kruszyna, Krzywański, Лисовские (Lisowski), Lissowski, Małyszczycki, Markiewicz, Mądrostka, Mądroszkiewicz, Mikułowski, Niemierza, Tyszewicz, Wielkanocki, Wielkonocki, Wilczek